# Kaempferol
Kaempferol é um flavonol natural, um tipo de flavonoide, que ocorreem múltiplas plantas e está presente em diversos alimentos derivados de vegetais e frutos. No seu estado puro, o kaempferol é um sólido cristalino de coloração amarelada, com um ponto de fusão de 276-278 ºC, ligeiramente solúvel em água e fortemente solúvel em etanol aquecido, éteres, e DMSO. Do ponto de vista fisiológico, o kaempferol age como um antioxidante ao reduzir o stress oxidativo e vários estudos sugerem que o consumo de kaempferol pode reduzir o risco de vários cancros em humanos.
kaempferol é encontrado em extratos de própolis, tendo como fonte botânica plantas como Ginkgo biloba, Moringa oleifera, além de estar presente em vegetais, como brócolis, maçãs, frutas cítricas, morangos, feijões e cebolas. 